# 卡塔里娜 (聖馬科斯省)
卡塔里娜（西班牙語：Catarina），是危地馬拉的城鎮，位於該國西南部，由聖馬科斯省負責管轄，面積76平方公里，海拔高度203米，2002年人口24,561，人口密度每平方公里323.17人。